# Los Isidros
Los Isidros és una pedania del municipi valencià de Requena (Plana d'Utiel). El 2009 tenia 377 habitants.

## Geografia
La pedania se situa a la petita vall de la rambla Albosa, que transcorre a escassos metres a l'oest del nucli, entre aquest i el proper llogaret de los Cojos. L'entorn del llogaret està inclòs dins del Parc Natural de les Gorges del Cabriol.
S'arriba a los Isidros per la carretera nacional N-322, que creua el nucli i permet una comunicació directa amb la capital Requena i amb Albacete.

## Història i demografia
Segons l'historiador Juan Piqueras (Geografia de Requena Utiel), “l'origen del llogaret és incert, encara que a mitjan segle xviii hi havia establertes en el lloc algunes famílies que alternaven el treball de la terra amb la ramaderia i l'explotació forestal (...). La seva primera ermita va ser construïda en 1817 i estava situada en l'actual carrer de L'Església, sent substituïda en 1896 per un temple major."
Los Isidros és una de les pedanies de Requena més habitada i més activa.

## Economia
La principal activitat econòmica gira al voltant de la Cooperativa Agrícola Albosa, amb una capacitat vinícola d'uns 11 milions de quilos de raïm, i que concentra les collites de los Isidros, los Cojos i Penén de Albosa. El celler Cooperatiu va ser fundat en 1958 i va contar inicialment amb 52 socis. Avui arriben a 300 i la seva producció mitjana anual de vi passa de 35.000 hectòlitres. També és destacable la Cooperativa de Consum i farinera "Panificadora La Albosa", que dona servei a tota el llogaret i llogarets veïns.

## Llocs d'interès
- Molino de las Ramblas. Molí on antigament es molia el cereal amb l'impuls de l'aigua de la rambla Albosa.
- El Cocedero. Paratge natural amb impressionants vistes del Cerro de la Hoya i la desembocadura de Peñas Negras, prop del despoblat dels Sardineros, extraordinari entorn paisatgístic on ressalten les enormes pedres negres despreses, i lloc de trobada en els seus aiguamolls de la seva diversa fauna (senglars, àguiles, mussols, llebres, cabres salvatges, etc.).

## Festes
Les Festes Patronals en honor de Sant Antoni Abad escelebren el 17 de gener amb el seu tradicional gran foguera i la seva "Capota". La Capota és un pi que trien els joves del poble i que es planta en el centre de la foguera, fins que cau cremat pel foc. També se celebren les Festes dedicades a la Verge del Carme el 16 de juliol, amb fires i revetlles.
La festivitat de Sant Isidre, el 15 de maig, es realitza un romiatge a la Muela de Enmedio, que es troba a pocs quilòmetres de la població.